# Hoplitis hamulicornis
Hoplitis hamulicornis là một loài Hymenoptera trong họ Megachilidae. Loài này được Timberlake & Michener mô tả khoa học năm 1950.